# Ischioscia pariae
Ischioscia pariae är en kräftdjursart som beskrevs av Klaus Ulrich Leistikow 200. Ischioscia pariae ingår i släktet Ischioscia och familjen Philosciidae. Inga underarter finns listade i Catalogue of Life.